# Liste der Baudenkmäler im Kreis Unna

Kreis Unna

Die Liste der Baudenkmäler im Kreis Unna umfasst:
- Liste der Baudenkmäler in Bergkamen
- Liste der Baudenkmäler in Bönen
- Liste der Baudenkmäler in Fröndenberg/Ruhr
- Liste der Baudenkmäler in Holzwickede
- Liste der Baudenkmäler in Kamen
- Liste der Baudenkmäler in Lünen
- Liste der Baudenkmäler in Schwerte
- Liste der Baudenkmäler in Selm
- Liste der Baudenkmäler in Unna
- Liste der Baudenkmäler in Werne

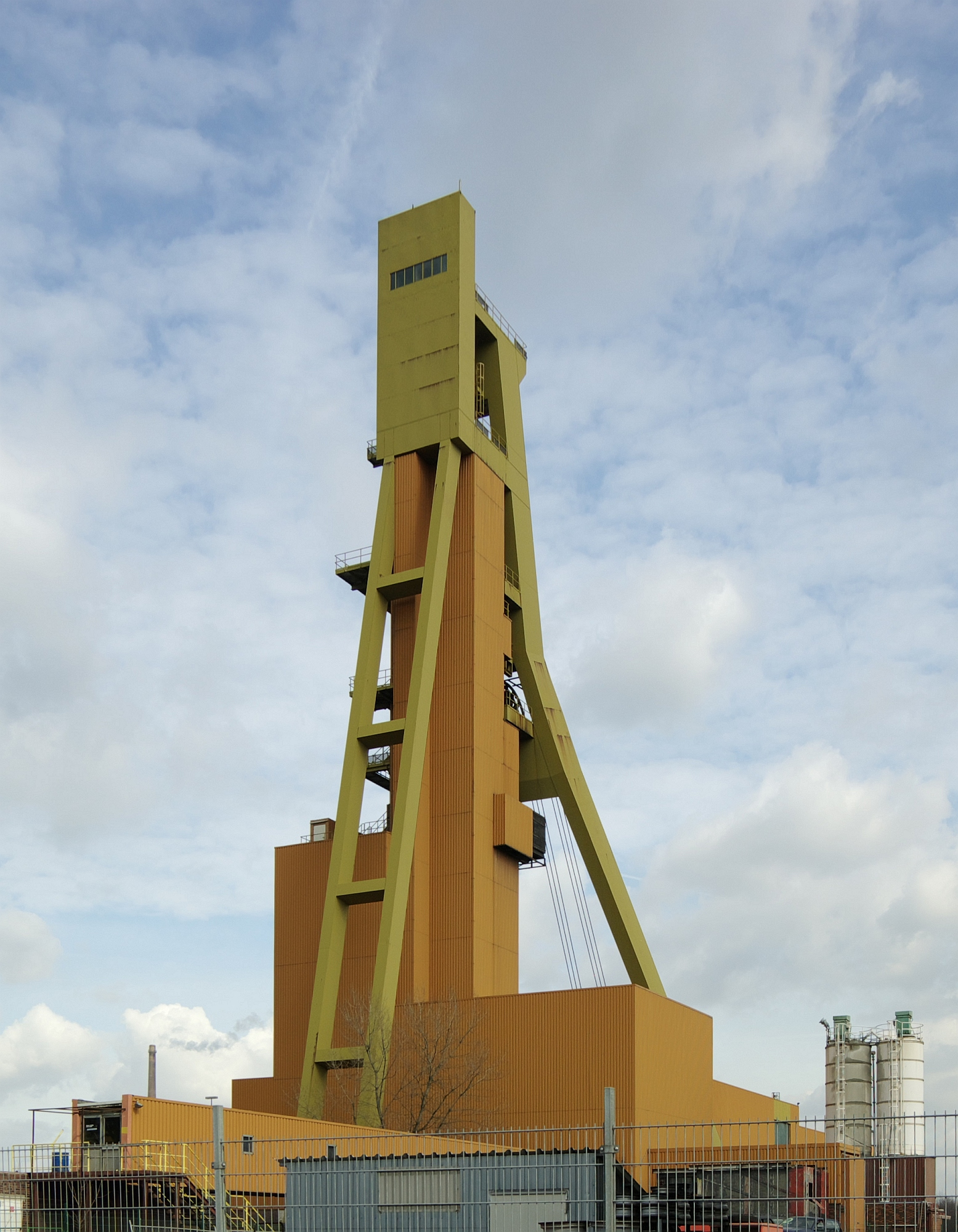
Schachtanlage Grimberg 2 (Bergkamen)
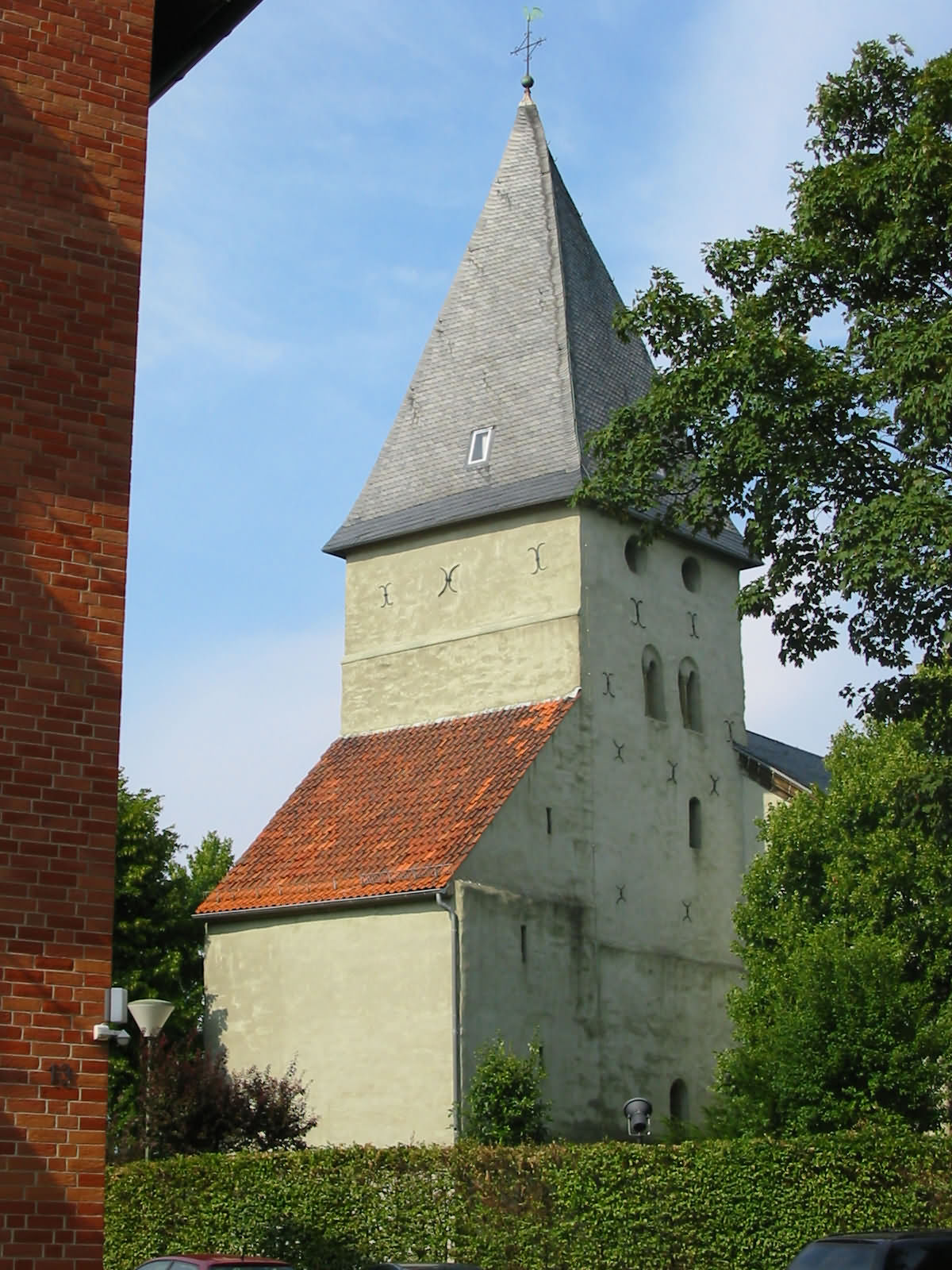
Alte Kirche (12. J.) (Bönen)
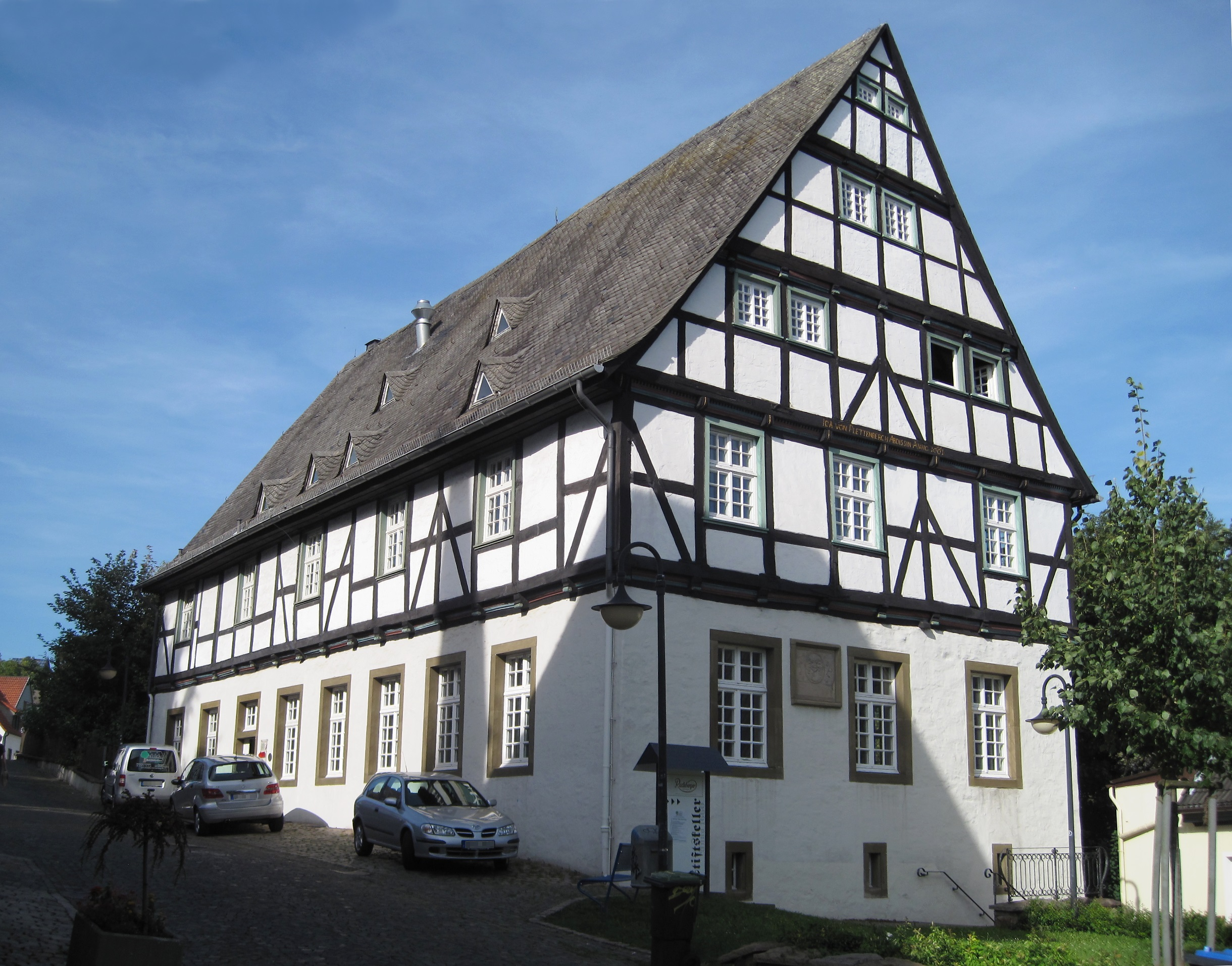
Abtissinnengebäude (Fröndenberg (Ruhr))
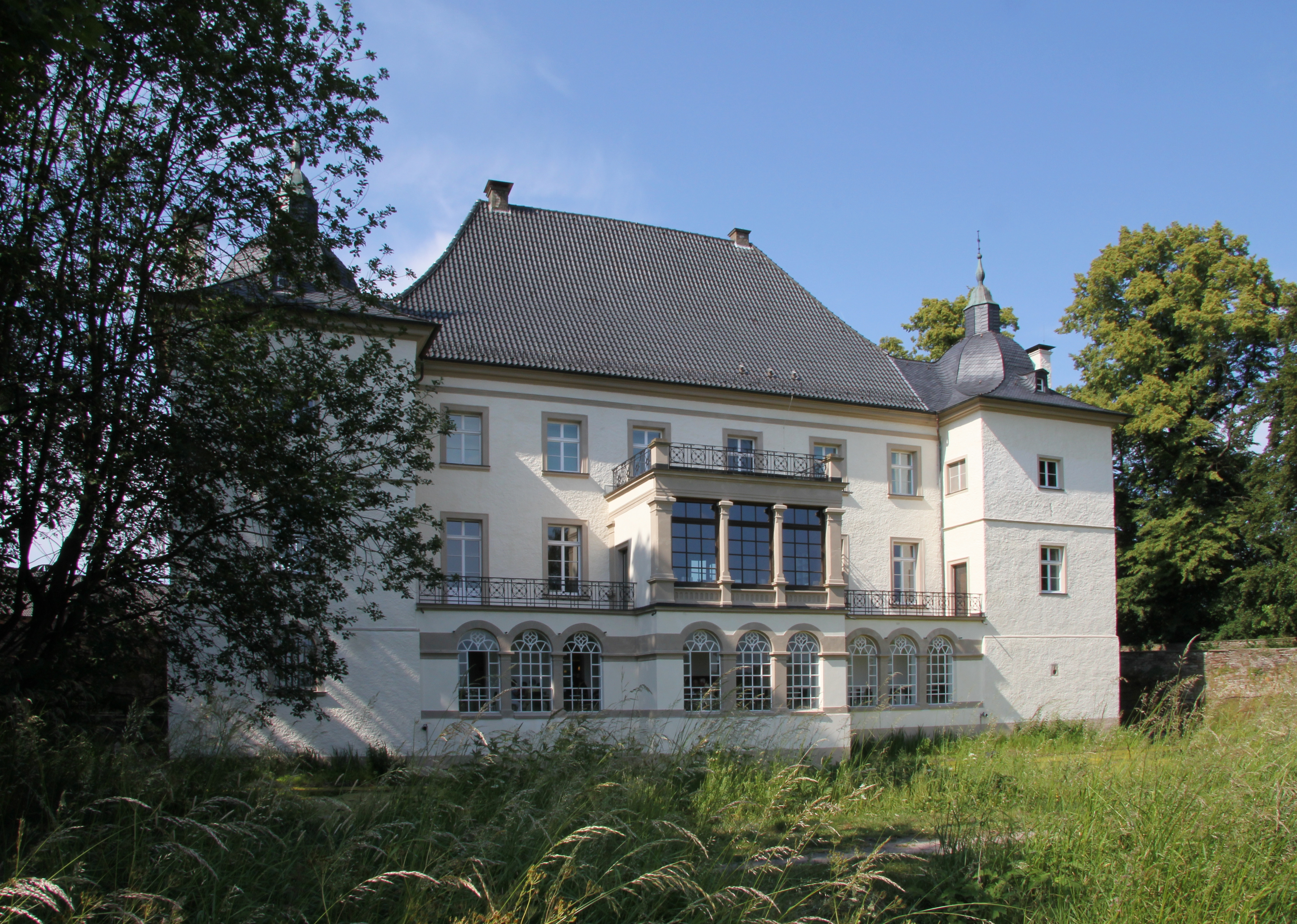
Wasserschloss Opherdicke (1683–87) (Holzwickede)
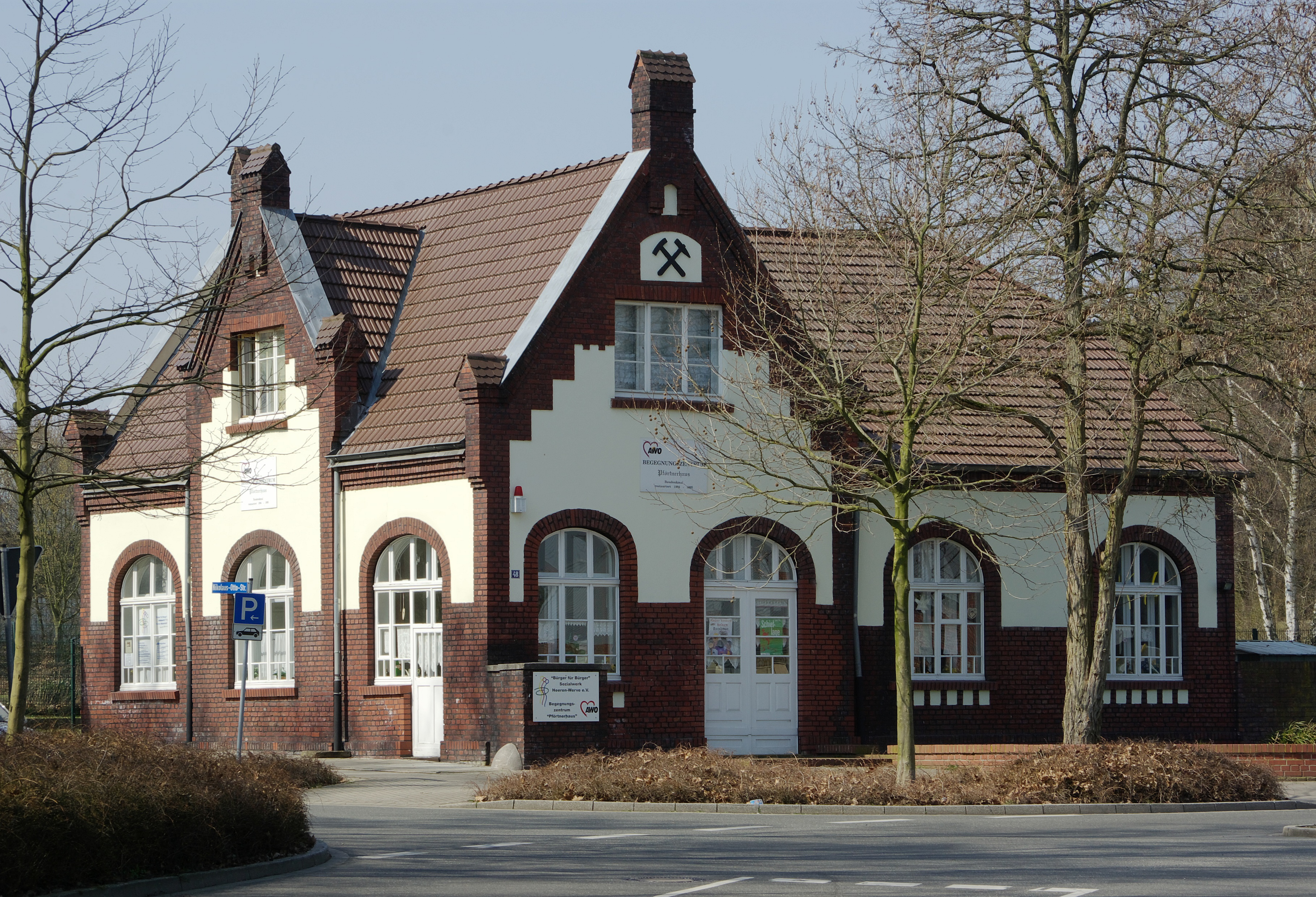
Pförtnerhaus der ehem. Zeche Königsborn (Kamen)
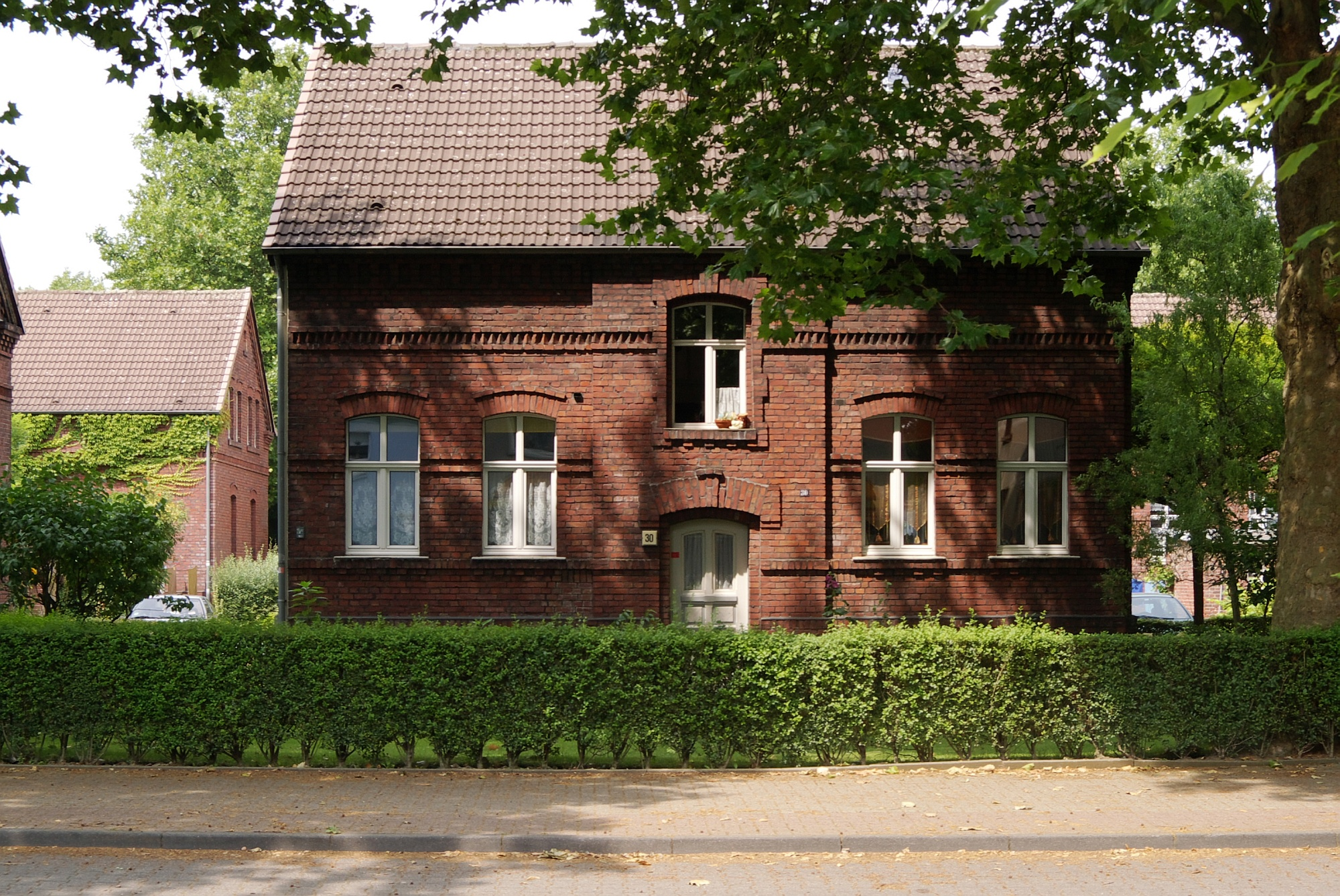
Siedlungshaus Ziethenstraße (Lünen)
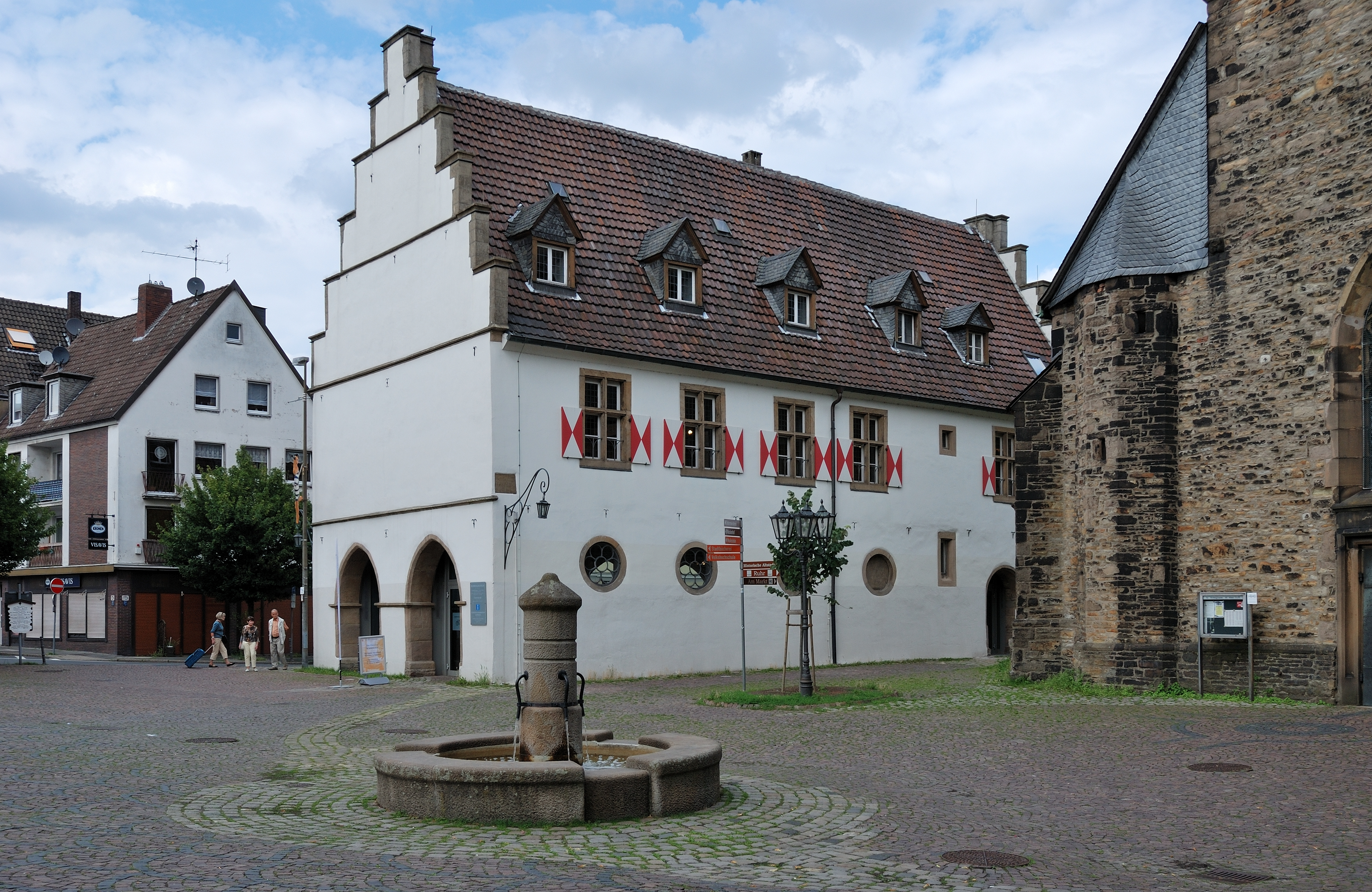
Altes Rathaus (1550) (Schwerte)
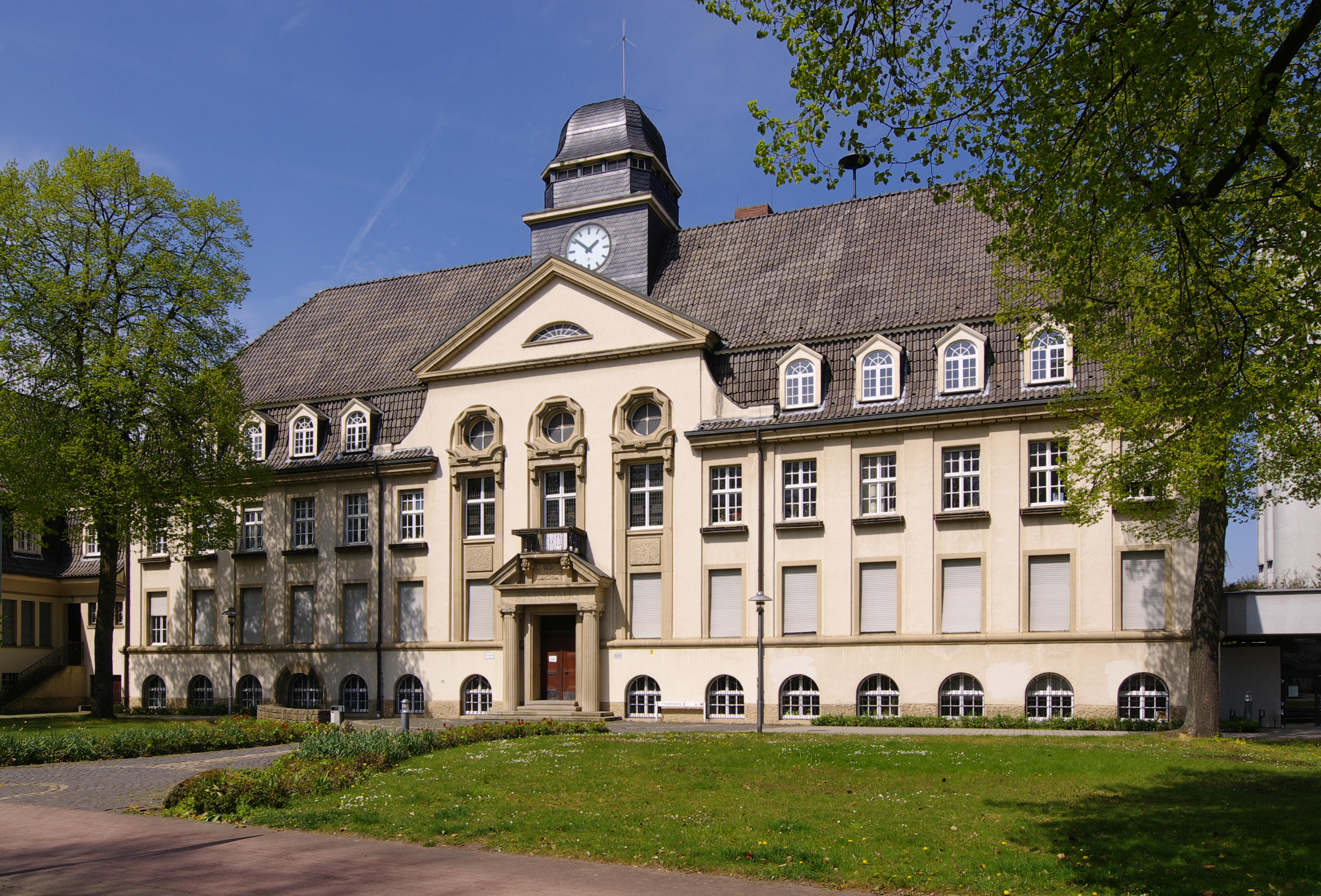
Amtshaus Bork (Selm)
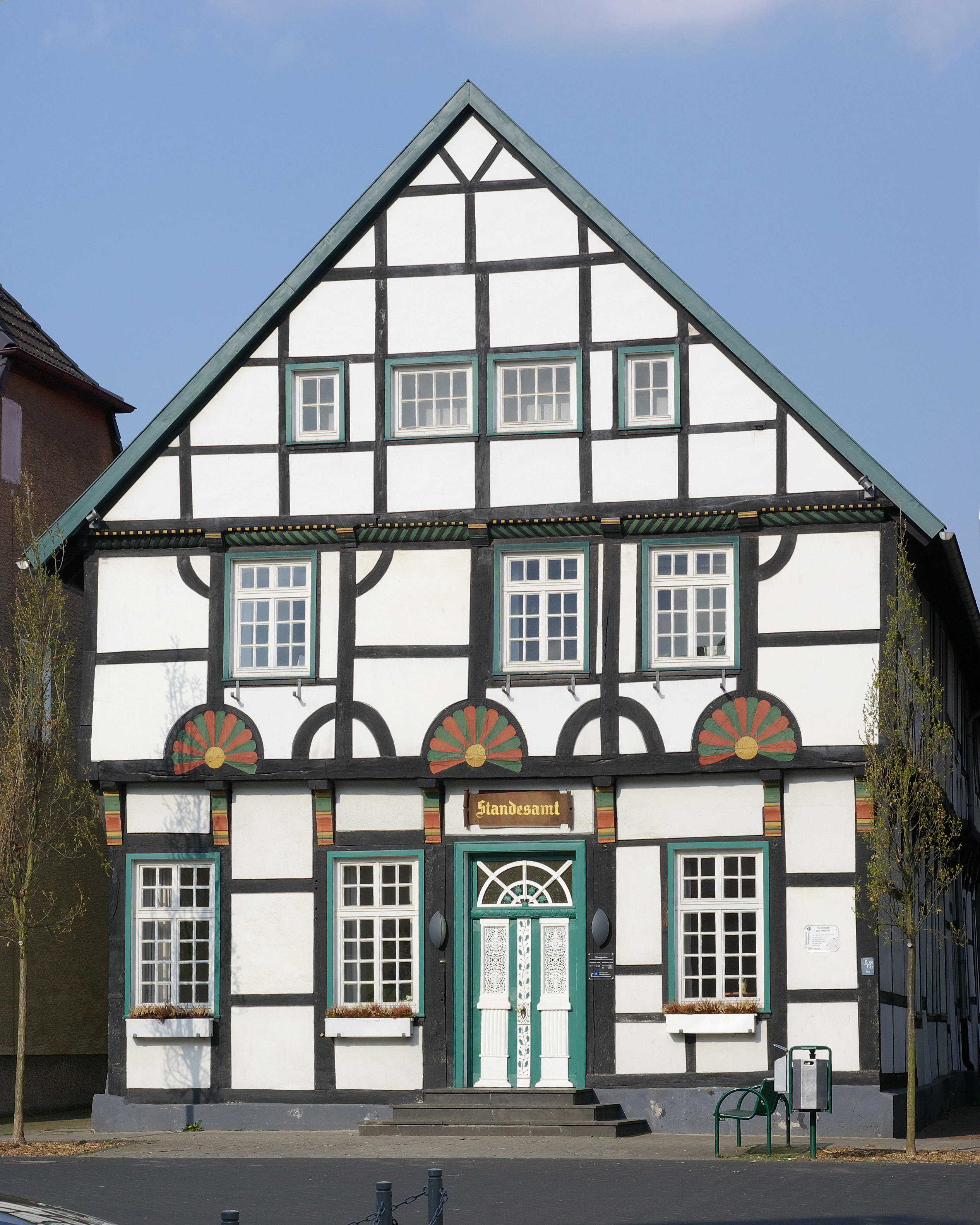
Standesamt (Unna)
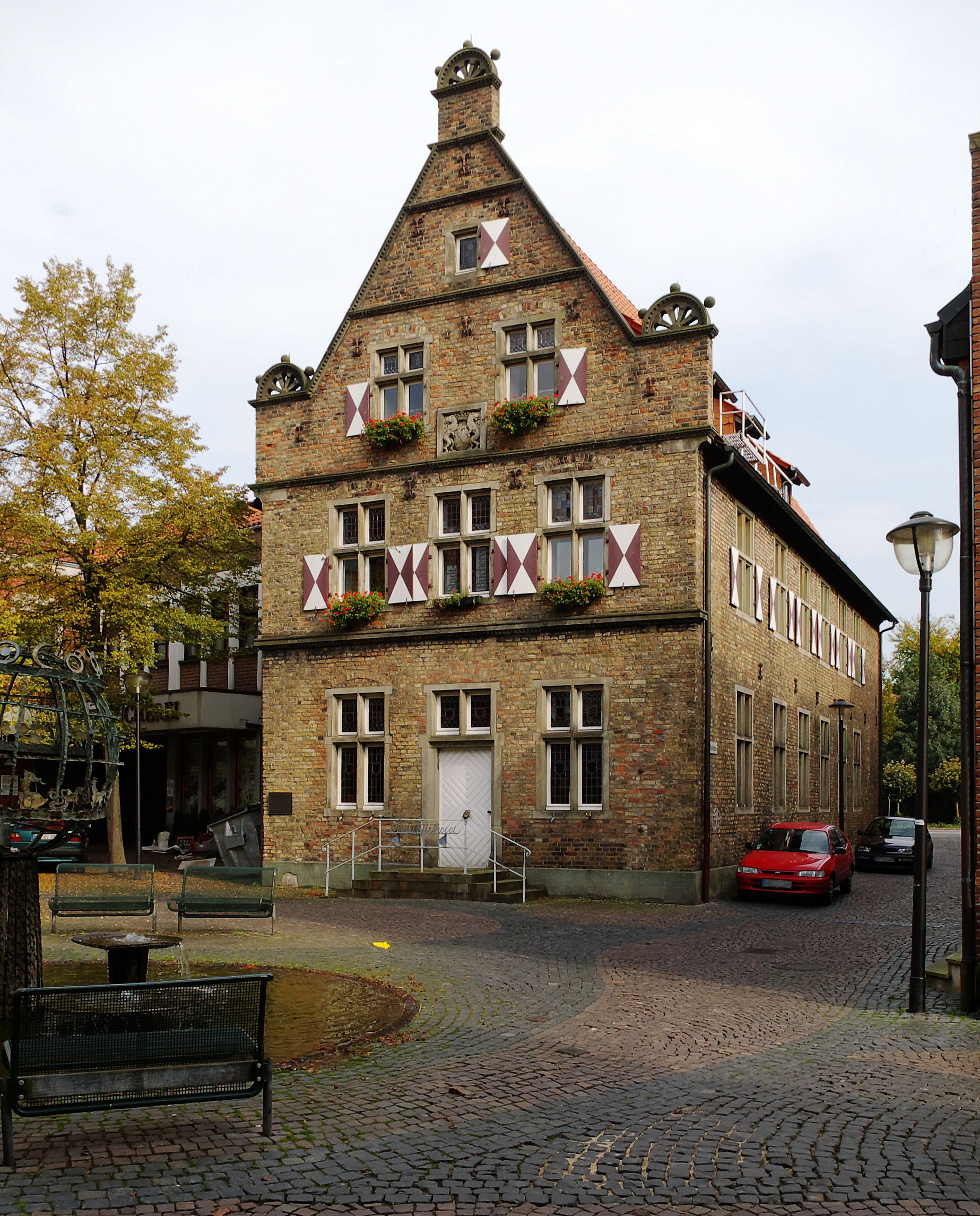
Altes Steinhaus (13. J.) (Werne)